# Феофил II (патриарх Александрийский)
Патриарх Фео́фил II Панко́стас (греч. Πατριάρχης Θεόφιλος Β΄ Παγκώστας; 1764, Патмос — 24 января 1833, Патмос) — Патриарх Александрийский. Племянник предыдущего Александрийского патриарха Парфения II.

## Биография
Родился на острове Патмос. Был митрополитом Ливийским. Отличался высокой образованностью, был известен своими многочисленными проповедями.
9 ноября 1805 года избран на Александрийский патриарший престол. Как и его предшественники, Феофил II столкнулся с материальными трудностями и нищенским положением Александрийского Патриархата, однако в этот период положение Александрийской церкви стало улучшаться. Его избрание Феофила Патриархом совпало с победой Мухаммада Али в междоусобной борьбе. Патриарх Феофил одобрял реформы Мухаммеда Али и поддерживал иммиграцию греков в Египет. Религиозная политика Мухаммада Али была прагматичной. Хотя в целом сохранялся юридически приниженный статус христиан, отдельные их представители занимали высокое положение в финансовых структурах и бюрократическом аппарате. Заботясь о доходах казны и развитии промышленности, Мухаммада Али охотно покровительствовал христианским общинам. В Египет из османских владений устремилось множество греков, которые покупали земельные участки, строили на них больницы, благотворительные заведения и школы. В период правления Феофила II Египет всё более возвышался: Мухаммеду Али удалось уничтожить главную оппозиционную силу — мамлюков (1811) и добиться фактической независимости от Высокой Порты. Он провёл масштабные реформы в экономике и военном деле. Мощная армия египетского паши вела успешные войны в Аравии (1811—1818) и Судане (1820—1839)..
Почувствовав себя больным, Феофил в 1818 году уехал из Египта на родину и отсюда в течение семи лет управлял патриархатом, не желая возвращаться, хотя его не раз приглашали правительство и народ.
Когда после Греческого восстания 1821 года по всей Османской империи прокатились христианские погромы, Мухаммад Али окружил христианские кварталы войсками и не допустил столкновений. Тем не менее в связи с отправкой в Грецию войск Ибрагима-паши враждебное отношение к грекам в Египте усилилось. Кроме того, в 1821 году, когда в Молдавии и Валахии были отняты принадлежавшие Александрийской церкви имения.
14 октября 1825 года Константинопольский Патриарх Хрисанф под давлением со стороны Османской правительства созвал собор, лишивший Феофила патриаршего престола.
Патриарх Феофил скончался 24 января 1833 года в Монастыре святого Апостола и евангелиста Иоанна Богослова на Патмосе.